# مالكوم جونز
مالكوم جونز (بالإنجليزية: Malcolm Jones)‏ (18 أبريل 1997 بتشينو هيلس في الولايات المتحدة - ) هو لاعب كرة قدم أمريكي في مركز الدفاع. شارك مع منتخب الولايات المتحدة تحت 17 سنة لكرة القدم ومنتخب الولايات المتحدة تحت 18 سنة لكرة القدم. أما مع النوادي، فقد لعب مع لوس انجلوس غالاكسي 2.

## وصلات خارجية
- مالكوم جونز على موقع قاعدة بيانات كرة القدم.إي يو (الإنجليزية)